# فدریکو چزارانو
فدریکو چزارانو (ایتالیایی: Federico Cesarano; ۵ ژوئیهٔ ۱۸۸۶ – ۲۲ فوریهٔ ۱۹۶۹) شمشیرباز و تیرانداز اهل ایتالیا بود.
وی در مسابقات کشوری و بین‌المللی در مجموع برندهٔ ۱ مدال طلا، ۱ مدال برنز شده‌است.